# Peruviaans voetbalelftal (vrouwen)
Het Peruviaans vrouwenvoetbalelftal is een voetbalteam dat Peru vertegenwoordigt in internationale wedstrijden, zoals het Zuid-Amerikaans kampioenschap.
In 1996 richtte de Peruaanse voetbalbond de Peruvian Primera División Femenina op, de nationale vrouwencompetitie. In 1998 stelde de bond een nationaal team samen waarin de beste vrouwelijke voetballers zaten. Dat jaar speelden zij hun eerste interlands tijdens het Zuid-Amerikaans kampioenschap.
De bijnaam van de ploeg is "La Blanquirroja" of "La Rojiblanca", dat staat voor "Het wit en rood". De thuiswedstrijden worden gespeeld in het Estadio Nacional.

## Prestaties op eindronden

### Wereldkampioenschap
| Jaar   | Resultaat           | Wed                 | W                   | G                   | V                   | DV                  | DT                  |
| ------ | ------------------- | ------------------- | ------------------- | ------------------- | ------------------- | ------------------- | ------------------- |
| 1991   | Niet deelgenomen    | Niet deelgenomen    | Niet deelgenomen    | Niet deelgenomen    | Niet deelgenomen    | Niet deelgenomen    | Niet deelgenomen    |
| 1995   | Niet deelgenomen    | Niet deelgenomen    | Niet deelgenomen    | Niet deelgenomen    | Niet deelgenomen    | Niet deelgenomen    | Niet deelgenomen    |
| 1999   | Niet gekwalificeerd | Niet gekwalificeerd | Niet gekwalificeerd | Niet gekwalificeerd | Niet gekwalificeerd | Niet gekwalificeerd | Niet gekwalificeerd |
| 2003   | Niet gekwalificeerd | Niet gekwalificeerd | Niet gekwalificeerd | Niet gekwalificeerd | Niet gekwalificeerd | Niet gekwalificeerd | Niet gekwalificeerd |
| 2007   | Niet gekwalificeerd | Niet gekwalificeerd | Niet gekwalificeerd | Niet gekwalificeerd | Niet gekwalificeerd | Niet gekwalificeerd | Niet gekwalificeerd |
| 2011   | Niet gekwalificeerd | Niet gekwalificeerd | Niet gekwalificeerd | Niet gekwalificeerd | Niet gekwalificeerd | Niet gekwalificeerd | Niet gekwalificeerd |
| 2015   | Niet gekwalificeerd | Niet gekwalificeerd | Niet gekwalificeerd | Niet gekwalificeerd | Niet gekwalificeerd | Niet gekwalificeerd | Niet gekwalificeerd |
| 2019   | Niet gekwalificeerd | Niet gekwalificeerd | Niet gekwalificeerd | Niet gekwalificeerd | Niet gekwalificeerd | Niet gekwalificeerd | Niet gekwalificeerd |
| 2023   | Niet gekwalificeerd | Niet gekwalificeerd | Niet gekwalificeerd | Niet gekwalificeerd | Niet gekwalificeerd | Niet gekwalificeerd | Niet gekwalificeerd |
| Totaal | 0/9                 | 0                   | 0                   | 0                   | 0                   | 0                   | 0                   |

### Olympische Spelen
| Jaar   | Resultaat           | Wed                 | W                   | G                   | V                   | DV                  | DT                  |
| ------ | ------------------- | ------------------- | ------------------- | ------------------- | ------------------- | ------------------- | ------------------- |
| 1996   | Niet deelgenomen    | Niet deelgenomen    | Niet deelgenomen    | Niet deelgenomen    | Niet deelgenomen    | Niet deelgenomen    | Niet deelgenomen    |
| 2000   | Niet gekwalificeerd | Niet gekwalificeerd | Niet gekwalificeerd | Niet gekwalificeerd | Niet gekwalificeerd | Niet gekwalificeerd | Niet gekwalificeerd |
| 2004   | Niet gekwalificeerd | Niet gekwalificeerd | Niet gekwalificeerd | Niet gekwalificeerd | Niet gekwalificeerd | Niet gekwalificeerd | Niet gekwalificeerd |
| 2008   | Niet gekwalificeerd | Niet gekwalificeerd | Niet gekwalificeerd | Niet gekwalificeerd | Niet gekwalificeerd | Niet gekwalificeerd | Niet gekwalificeerd |
| 2012   | Niet gekwalificeerd | Niet gekwalificeerd | Niet gekwalificeerd | Niet gekwalificeerd | Niet gekwalificeerd | Niet gekwalificeerd | Niet gekwalificeerd |
| 2016   | Niet gekwalificeerd | Niet gekwalificeerd | Niet gekwalificeerd | Niet gekwalificeerd | Niet gekwalificeerd | Niet gekwalificeerd | Niet gekwalificeerd |
| 2020   | Niet gekwalificeerd | Niet gekwalificeerd | Niet gekwalificeerd | Niet gekwalificeerd | Niet gekwalificeerd | Niet gekwalificeerd | Niet gekwalificeerd |
| 2024   | Niet gekwalificeerd | Niet gekwalificeerd | Niet gekwalificeerd | Niet gekwalificeerd | Niet gekwalificeerd | Niet gekwalificeerd | Niet gekwalificeerd |
| Totaal | 0/8                 | 0                   | 0                   | 0                   | 0                   | 0                   | 0                   |

### Zuid-Amerikaans kampioenschap
| Jaar   | Resultaat        | Wed              | W                | G                | V                | DV               | DT               |
| ------ | ---------------- | ---------------- | ---------------- | ---------------- | ---------------- | ---------------- | ---------------- |
| 1991   | Niet deelgenomen | Niet deelgenomen | Niet deelgenomen | Niet deelgenomen | Niet deelgenomen | Niet deelgenomen | Niet deelgenomen |
| 1995   | Niet deelgenomen | Niet deelgenomen | Niet deelgenomen | Niet deelgenomen | Niet deelgenomen | Niet deelgenomen | Niet deelgenomen |
| 1998   | Derde plaats     | 6                | 3                | 2                | 1                | 9                | 21               |
| 2003   | Vierde plaats    | 5                | 2                | 1                | 2                | 6                | 7                |
| 2006   | Groepsfase       | 4                | 1                | 0                | 3                | 3                | 7                |
| 2010   | Groepsfase       | 4                | 0                | 0                | 4                | 3                | 9                |
| 2014   | Groepsfase       | 4                | 0                | 1                | 3                | 1                | 4                |
| 2018   | Groepsfase       | 4                | 0                | 1                | 3                | 1                | 12               |
| 2022   | Groepsfase       | 4                | 0                | 0                | 4                | 0                | 18               |
| Totaal | 7/9              | 31               | 6                | 5                | 20               | 23               | 78               |

### Pan-Amerikaanse Spelen
| Jaar   | Resultaat      | Wed | W | G | V | DV | DT |
| ------ | -------------- | --- | - | - | - | -- | -- |
| 2019   | Achtste plaats | 4   | 0 | 1 | 3 | 2  | 8  |
| Totaal | 1/7            | 4   | 0 | 1 | 3 | 2  | 8  |

## FIFA-wereldranglijst
Betreft klassering aan het einde van het jaar
| 2003 | 2004 | 2005 | 2006 | 2007 | 2008 | 2009 | 2010 | 2011 | 2012 | 2013 | 2014 | 2015 | 2016 | 2017 | 2018 | 2019 | 2020 | 2021 | 2022 |
| ---- | ---- | ---- | ---- | ---- | ---- | ---- | ---- | ---- | ---- | ---- | ---- | ---- | ---- | ---- | ---- | ---- | ---- | ---- | ---- |
| 39   | 38   | 34   | 41   | 40   | 40   | 45   | 54   | 51   | 53   | -    | 57   | 61   | -    | 57   | 65   | 64   | 65   | -    | 74   |

## Selecties

### Huidige selectie
Deze spelers werden geselecteerd voor het Zuid-Amerikaans kampioenschap voetbal vrouwen 2022.
| Doel                      |                    |                              |
| 1                         | Silvana Alfaro     | Racing Club de Avellaneda    |
| 12                        | Maryory Sánchez    | Alianza Lima                 |
| 21                        | Mía Shalit         | Sacramento State Hornets     |
| Verdediging               |                    |                              |
| 2                         | Stephannie Vásquez | Universitario de Deportes    |
| 3                         | Grace Cagnina      | LIU Sharks                   |
| 4                         | Braelynn Llamoca   | UC Riverside Highlanders     |
| 13                        | Yoselin Miranda    | Alianza Lima                 |
| 14                        | Scarleth Flores    | Universitario de Deportes    |
| 17                        | Fabiola Herrera    | Universitario de Deportes    |
| Middenveld                |                    |                              |
| 5                         | Teresa Wowk        | Kennesaw State Owls          |
| 6                         | Claudia Cagnina    | Sandvikens IF                |
| 7                         | Sandy Dorador      | Alianza Lima                 |
| 8                         | Ariana Muñoz       | North Florida Ospreys        |
| 10                        | Sandra Arévalo     | Alianza Lima                 |
| 15                        | Emily Flores       | CD Universidad César Vallejo |
| 20                        | Claudia Domínguez  | CFF Olympia Las Rozas        |
| 22                        | Cindy Novoa        | Universitario de Deportes    |
| Aanval                    |                    |                              |
| 9                         | Alexandra Kimball  | North Carolina Courage       |
| 11                        | Xioczana Canales   | Universitario de Deportes    |
| 16                        | Liliana Neyra      | Alianza Lima                 |
| 18                        | Pierina Núñez      | Real Betis Féminas           |
| 19                        | Nahomi Martínez    | Universitario de Deportes    |
| 23                        | Steffani Otiniano  | Alianza Lima                 |
| Bondscoach: Conrad Flores |                    |                              |